# توماش مارک
توماش مارک (چکی: Tomáš Marek؛ زادهٔ ۲۰ آوریل ۱۹۸۱) بازیکن سابق فوتبال اهل جمهوری چک است.
از باشگاه‌هایی که در آن بازی کرده‌است می‌توان به باشگاه فوتبال ویکتوریا پلزن و باشگاه فوتبال بانیک استراوا اشاره کرد.
وی همچنین در تیم ملی فوتبال جمهوری چک بازی کرده‌است.